# Mścisław (imię)
Mścisław – staropolskie imię męskie, złożone z dwóch członów: Mści- („mścić”), od psł. *mьstiti (sę) – mścić (się), *mьstь/*mьsta, stpl. msta – zemsta, pomsta i -sław („sława”). Mogło oznaczać „tego, który zdobywa sławę mszcząc się na swych wrogach”.
Mścisław imieniny obchodzi 8 stycznia.
Podobne imiona: Mszczujwoj (Mszczuj, Mstuj), Mścibor, Mścigniew, Mściwoj, Mściwuj, Pomścibor.
Żeński odpowiednik: Mścisława.

## Osoby o imieniu Mścisław
- Mścisław Chrobry – książę tmutarakański i czernihowski
- Mścisław I Harald – książę kijowski
- Mścisław Frankowski – powstaniec wielkopolski, urzędnik, działacz Stronnictwa Narodowego, jeden z założycieli Narodowej Organizacji Bojowej
- Mścisław Godlewski – polski ziemianin, prawnik, publicysta i wydawca
- Mścisław Iziasławicz – książę nowogrodzki i połocki
- Mścisław Juriewic – książę Nowogrodu Wielkiego
- Mstisław Rostropowicz – rosyjski dyrygent, wiolonczelista, pedagog i obrońca praw człowieka, polskiego pochodzenia
- Mścisław Wartenberg (1868–1938) – polski filozof, metafizyk
- Mścisław (Wołonsiewicz) – rosyjski biskup prawosławny